# Чорногорська мафія
Чорногорська мафія (Crnogorska mafija) відноситься до різних злочинних організацій, що базуються в Чорногорії або складаються з чорногорців . У Чорногорії діє 3700 задокументованих організованих злочинців; за межами країни чорногорські банди діють по всій Європі, зокрема в Сербії. Банди, як правило, спеціалізуються на контрабанді сигарет, наркотиках та торгівлі зброєю.

## Злочинні синдикати
Чорногорська поліція розпочала документування та вживала заходів проти багатьох кримінальних банд у Чорногорії, виявляючи величезну мережу потужних картелів та груп, які відіграють центральну роль в організованій злочинності на Балканах.

### Барський картель
Організація в основному займається контрабандою, торгівлею зброєю, ракетами та незаконними азартними іграми. Група організована горизонтально, і члени вищого рангу не обов'язково координуються лідером, хоча останнім часом мафія адвокатів почала регулювати свою вертикальну ієрархію, що робить організацію набагато сильнішою. Організація має зв'язки з корумпованими високопоставленими людьми в Герцег-Нові, Тіваті, Которі, Будві та Ульцині.

## Чорногорська мафіозна діаспора

### Сербія
Маючи велику чорногорську громаду, Сербія приймає багатьох чорногорських злочинців та банди. Діючи в основному в Белграді та чорногорських анклавах на півдні Сербії, ці групи значною мірою займаються контрабандою наркотиків та зброї. Деякі з цих груп також вважаються частиною сербської мафії. Це питання є частиною суперечки щодо етнічної та мовної ідентичності в Чорногорії.